# آری تیساری
آری تیساری (فنلاندی: Ari Tissari؛ زادهٔ ۲۴ نوامبر ۱۹۵۱) بازیکن فوتبال اهل فنلاند بود.
از باشگاه‌هایی که در آن بازی کرده‌است می‌توان به باشگاه فوتبال کوتکان تیووائن پالویلیات اشاره کرد.
وی همچنین در تیم ملی فوتبال فنلاند بازی کرده‌است.